# Anton Shunin
Anton Vladimirovich Shunin - em russo, Антон Владимирович Шунин - (Moscou, 27 de janeiro de 1987) é um ex-futebolista russo que atuava como goleiro.

## Carreira
Shunin se profissionalizou no Dínamo Moscou, em 2004, e no clube atua deste então.

## Seleção
Integrou a Seleção Russa de Futebol na Eurocopa de 2012.